# Sci alpino ai XV Giochi olimpici invernali
Le gare di sci alpino ai XV Giochi olimpici invernali di Calgary 1988 si disputarono dal 15 al 27 febbraio sulle piste di Nakiska; il programma incluse gare di discesa libera, supergigante, slalom gigante, slalom speciale e combinata, sia maschili sia femminili. La combinata tornò a far parte del programma olimpico per la prima volta dopo Sankt Moritz 1948, mentre per il supergigante si trattò del debutto assoluto; furono inoltre disputate due gare dimostrative di sci alpino paralimpico, che non assegnarono medaglie.

## Risultati

### Uomini

#### Discesa libera
| Pos. | Atleta                 | Nazione        | Tempo   |
| ---- | ---------------------- | -------------- | ------- |
| 1    | Pirmin Zurbriggen      | Svizzera       | 1:59,63 |
| 2    | Peter Müller           | Svizzera       | 2:00,14 |
| 3    | Franck Piccard         | Francia        | 2:01,24 |
| 4    | Leonhard Stock         | Austria        | 2:01,56 |
| 5    | Gerhard Pfaffenbichler | Austria        | 2:02,02 |
| 6    | Markus Wasmeier        | Germania Ovest | 2:02,03 |
| 7    | Anton Steiner          | Austria        | 2:02,19 |
| 8    | Martin Bell            | Regno Unito    | 2:02,49 |
| 9    | Marc Girardelli        | Lussemburgo    | 2:02,59 |
| 10   | Danilo Sbardellotto    | Italia         | 2:02,69 |

#### Supergigante
| Pos. | Atleta              | Nazione    | Tempo   |
| ---- | ------------------- | ---------- | ------- |
| 1    | Franck Piccard      | Francia    | 1:39,66 |
| 2    | Helmut Mayer        | Austria    | 1:40,96 |
| 3    | Lars-Börje Eriksson | Svezia     | 1:41,08 |
| 4    | Hubert Strolz       | Austria    | 1:41,11 |
| 5    | Günther Mader       | Austria    | 1:41,96 |
| 5    | Pirmin Zurbriggen   | Svizzera   | 1:41,96 |
| 7    | Luc Alphand         | Francia    | 1:42,27 |
| 8    | Leonhard Stock      | Austria    | 1:42,36 |
| 9    | Tomaž Čižman        | Jugoslavia | 1:42,47 |
| 10   | Ivano Camozzi       | Italia     | 1:42,66 |

#### Slalom gigante
| Pos. | Atleta            | Nazione        | Tempo   |
| ---- | ----------------- | -------------- | ------- |
| 1    | Alberto Tomba     | Italia         | 2:06,37 |
| 2    | Hubert Strolz     | Austria        | 2:07,41 |
| 3    | Pirmin Zurbriggen | Svizzera       | 2:08,39 |
| 4    | Ivano Camozzi     | Italia         | 2:08,77 |
| 5    | Rudolf Nierlich   | Austria        | 2:08,92 |
| 6    | Andreas Wenzel    | Liechtenstein  | 2:09,03 |
| 7    | Helmut Mayer      | Austria        | 2:09,09 |
| 8    | Frank Wörndl      | Germania Ovest | 2:09,22 |
| 9    | Rok Petrovič      | Jugoslavia     | 2:09,32 |
| 10   | Joël Gaspoz       | Svizzera       | 2:09,57 |

#### Slalom speciale
| Pos. | Atleta            | Nazione        | Tempo   |
| ---- | ----------------- | -------------- | ------- |
| 1    | Alberto Tomba     | Italia         | 1:39,47 |
| 2    | Frank Wörndl      | Germania Ovest | 1:39,53 |
| 3    | Paul Frommelt     | Liechtenstein  | 1:39,84 |
| 4    | Bernhard Gstrein  | Austria        | 1:40,08 |
| 5    | Ingemar Stenmark  | Svezia         | 1:40,22 |
| 6    | Jonas Nilsson     | Svezia         | 1:40,23 |
| 7    | Pirmin Zurbriggen | Svizzera       | 1:40,48 |
| 8    | Oswald Tötsch     | Italia         | 1:40,55 |
| 9    | Grega Benedik     | Jugoslavia     | 1:41,38 |
| 10   | Florian Beck      | Germania Ovest | 1:41,44 |

#### Combinata
| Pos. | Atleta               | Nazione        | Punti |
| ---- | -------------------- | -------------- | ----- |
| 1    | Hubert Strolz        | Austria        | 36,55 |
| 2    | Bernhard Gstrein     | Austria        | 43,45 |
| 3    | Paul Accola          | Svizzera       | 48,24 |
| 4    | Luc Alphand          | Francia        | 57,73 |
| 5    | Peter Jurko          | Cecoslovacchia | 58,56 |
| 6    | Jean-Luc Crétier     | Francia        | 62,98 |
| 7    | Markus Wasmeier      | Germania Ovest | 65,44 |
| 8    | Adrián Bíreš         | Cecoslovacchia | 68,49 |
| 9    | Finn Christian Jagge | Norvegia       | 95,20 |
| 10   | Niklas Henning       | Svezia         | 96,25 |

### Donne

#### Discesa libera
| Pos. | Atleta              | Nazione        | Tempo   |
| ---- | ------------------- | -------------- | ------- |
| 1    | Marina Kiehl        | Germania Ovest | 1:25,86 |
| 2    | Brigitte Oertli     | Svizzera       | 1:26,61 |
| 3    | Karen Percy         | Canada         | 1:26,62 |
| 4    | Maria Walliser      | Svizzera       | 1:26,89 |
| 5    | Laurie Graham       | Canada         | 1:26,99 |
| 6    | Petra Kronberger    | Austria        | 1:27,03 |
| 7    | Regine Mösenlechner | Germania Ovest | 1:27,16 |
| 8    | Elisabeth Kirchler  | Austria        | 1:27,19 |
| 9    | Michela Figini      | Svizzera       | 1:27,26 |
| 10   | Lucia Medzihradská  | Cecoslovacchia | 1:27,28 |

#### Supergigante
| Pos. | Atleta              | Nazione        | Tempo   |
| ---- | ------------------- | -------------- | ------- |
| 1    | Sigrid Wolf         | Austria        | 1:19,03 |
| 2    | Michela Figini      | Svizzera       | 1:20,03 |
| 3    | Karen Percy         | Canada         | 1:20,29 |
| 4    | Regine Mösenlechner | Germania Ovest | 1:20,33 |
| 5    | Anita Wachter       | Austria        | 1:20,36 |
| 6    | Maria Walliser      | Svizzera       | 1:20,48 |
| 7    | Zoë Haas            | Svizzera       | 1:20,91 |
| 7    | Michaela Marzola    | Italia         | 1:20,91 |
| 9    | Edith Thys          | Stati Uniti    | 1:20,93 |
| 10   | Michaela Gerg       | Germania Ovest | 1:20,98 |
| 10   | Christa Kinshofer   | Germania Ovest | 1:20,98 |

#### Slalom gigante
| Pos. | Atleta              | Nazione        | Tempo   |
| ---- | ------------------- | -------------- | ------- |
| 1    | Vreni Schneider     | Svizzera       | 2:06,49 |
| 2    | Christa Kinshofer   | Germania Ovest | 2:07,42 |
| 3    | Maria Walliser      | Svizzera       | 2:07,72 |
| 4    | Mateja Svet         | Jugoslavia     | 2:07,80 |
| 5    | Christina Meier     | Germania Ovest | 2:07,88 |
| 6    | Ulrike Maier        | Austria        | 2:08,10 |
| 7    | Anita Wachter       | Austria        | 2:08,38 |
| 8    | Catherine Quittet   | Francia        | 2:08,84 |
| 9    | Carole Merle        | Francia        | 2:09,36 |
| 10   | Christelle Guignard | Francia        | 2:09,46 |

#### Slalom speciale
| Pos. | Atleta                 | Nazione        | Tempo   |
| ---- | ---------------------- | -------------- | ------- |
| 1    | Vreni Schneider        | Svizzera       | 1:36,69 |
| 2    | Mateja Svet            | Jugoslavia     | 1:38,37 |
| 3    | Christa Kinshofer      | Germania Ovest | 1:38,40 |
| 4    | Roswitha Steiner       | Austria        | 1:38,77 |
| 5    | Blanca Fernández Ochoa | Spagna         | 1:39,44 |
| 6    | Ida Ladstätter         | Austria        | 1:39,59 |
| 7    | Paoletta Magoni        | Italia         | 1:39,76 |
| 8    | Dorota Tlałka          | Francia        | 1:39,86 |
| 9    | Mojca Dežman           | Jugoslavia     | 1:40,21 |
| 10   | Ulrike Maier           | Austria        | 1:40,54 |

#### Combinata
| Pos. | Atleta                | Nazione        | Punti |
| ---- | --------------------- | -------------- | ----- |
| 1    | Anita Wachter         | Austria        | 29,25 |
| 2    | Brigitte Oertli       | Svizzera       | 29,48 |
| 3    | Maria Walliser        | Svizzera       | 51,28 |
| 4    | Karen Percy           | Canada         | 54,47 |
| 5    | Lenka Kebrlová        | Cecoslovacchia | 60,87 |
| 6    | Lucia Medzihradská    | Cecoslovacchia | 63,55 |
| 7    | Michelle McKendry     | Canada         | 64,85 |
| 8    | Kerrin Lee-Gartner    | Canada         | 65,26 |
| 9    | Ulrike Stanggassinger | Germania Ovest | 71,51 |
| 10   | Michaela Marzola      | Italia         | 85,33 |

## Medagliere per nazioni
| Pos. | Nazione        | Oro | Argento | Bronzo | Totale |
| ---- | -------------- | --- | ------- | ------ | ------ |
| 1    | Svizzera       | 3   | 4       | 4      | 11     |
| 2    | Austria        | 3   | 3       | 0      | 6      |
| 3    | Italia         | 2   | 0       | 0      | 2      |
| 4    | Germania Ovest | 1   | 2       | 1      | 4      |
| 5    | Francia        | 1   | 0       | 1      | 2      |
| 6    | Jugoslavia     | 0   | 1       | 0      | 1      |
| 7    | Canada         | 0   | 0       | 2      | 2      |
| 8    | Liechtenstein  | 0   | 0       | 1      | 1      |
| 8    | Svezia         | 0   | 0       | 1      | 1      |

## Gare dimostrative

### Uomini

#### Slalom gigante LW2
| Pos. | Atleta          | Nazione        | Tempo   |
| ---- | --------------- | -------------- | ------- |
| 1    | Alexander Spitz | Germania Ovest | 1:21,10 |
| 2    | Greg Mannino    | Stati Uniti    | 1:22,87 |
| 3    | Fritz Berger    | Svizzera       | 1:25,60 |
| 4    | Peter Perner    | Austria        | 1:25,66 |
| 5    | David Jamison   | Stati Uniti    | 1:25,95 |
| 6    | Robert Emerson  | Stati Uniti    | 1:27,22 |
| 7    | Rainer Bergmann | Austria        | 1:28,43 |
| 8    | Richard von Arx | Svizzera       | 1:28,46 |
| 9    | Phil Chew       | Canada         | 1:29,08 |
| 10   | Karel Hanse     | Paesi Bassi    | 1:31,35 |

### Donne

#### Slalom gigante LW2
| Pos. | Atleta         | Nazione     | Tempo   |
| ---- | -------------- | ----------- | ------- |
| 1    | Diana Golden   | Stati Uniti | 1:26,41 |
| 2    | Cathy Gentile  | Stati Uniti | 1:32,86 |
| 3    | Martha Hill    | Stati Uniti | 1:34,87 |
| 4    | Lynda Chyzyk   | Canada      | 1:36,21 |
| 5    | Virginie Lopez | Francia     | 1:41,86 |